# John P. Saylor

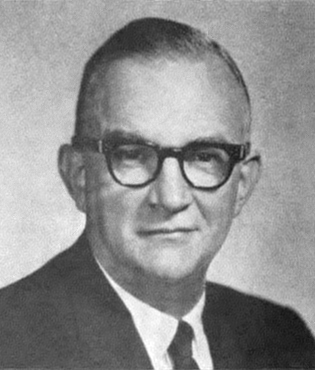
John P. Saylor (1965)

John Phillips Saylor (* 23. Juli 1908 in Conemaugh, Somerset County, Pennsylvania; † 28. Oktober 1973 in Houston, Texas) war ein US-amerikanischer Politiker. Zwischen 1949 und 1973 vertrat er den Bundesstaat Pennsylvania im US-Repräsentantenhaus.

## Werdegang
John Saylor besuchte die öffentlichen Schulen in Johnstown und danach bis 1925 die Mercersburg Academy. 1929 absolvierte er das Marshall College in Lancaster. Nach einem Jurastudium an der Dickinson School of Law in Carlisle und seiner 1934 erfolgten Zulassung als Rechtsanwalt begann er in Johnstown in diesem Beruf zu arbeiten. Zwischen 1938 und 1940 fungierte er auch als juristischer Vertreter dieser Stadt. Während des Zweiten Weltkrieges diente er zwischen 1943 und 1946 in der US Navy. Politisch war er Mitglied der Republikanischen Partei.
Nach dem Tod des Abgeordneten Robert L. Coffey wurde Saylor bei der fälligen Nachwahl für den 26. Sitz von Pennsylvania als dessen Nachfolger in das US-Repräsentantenhaus in Washington, D.C. gewählt, wo er am 13. September 1949 sein neues Mandat antrat. Nach zwölf Wiederwahlen konnte er bis zu seinem Tod am 28. Oktober 1973 im Kongress verbleiben. Zwischen dem 3. Januar 1953 und dem 3. Januar 1973 vertrat er dort den 22. Wahlbezirk seines Staates. Seit dem 3. Januar 1973 war er Repräsentant des zwölften Distrikts, wo er J. Irving Whalley ablöste. John Saylor setzte sich im Kongress besonders für Umweltbelange ein. In seine Zeit als Kongressabgeordneter fielen der Kalte Krieg, der Koreakrieg, der Vietnamkrieg und innenpolitisch die Bürgerrechtsbewegung.